# Luís de Almeida

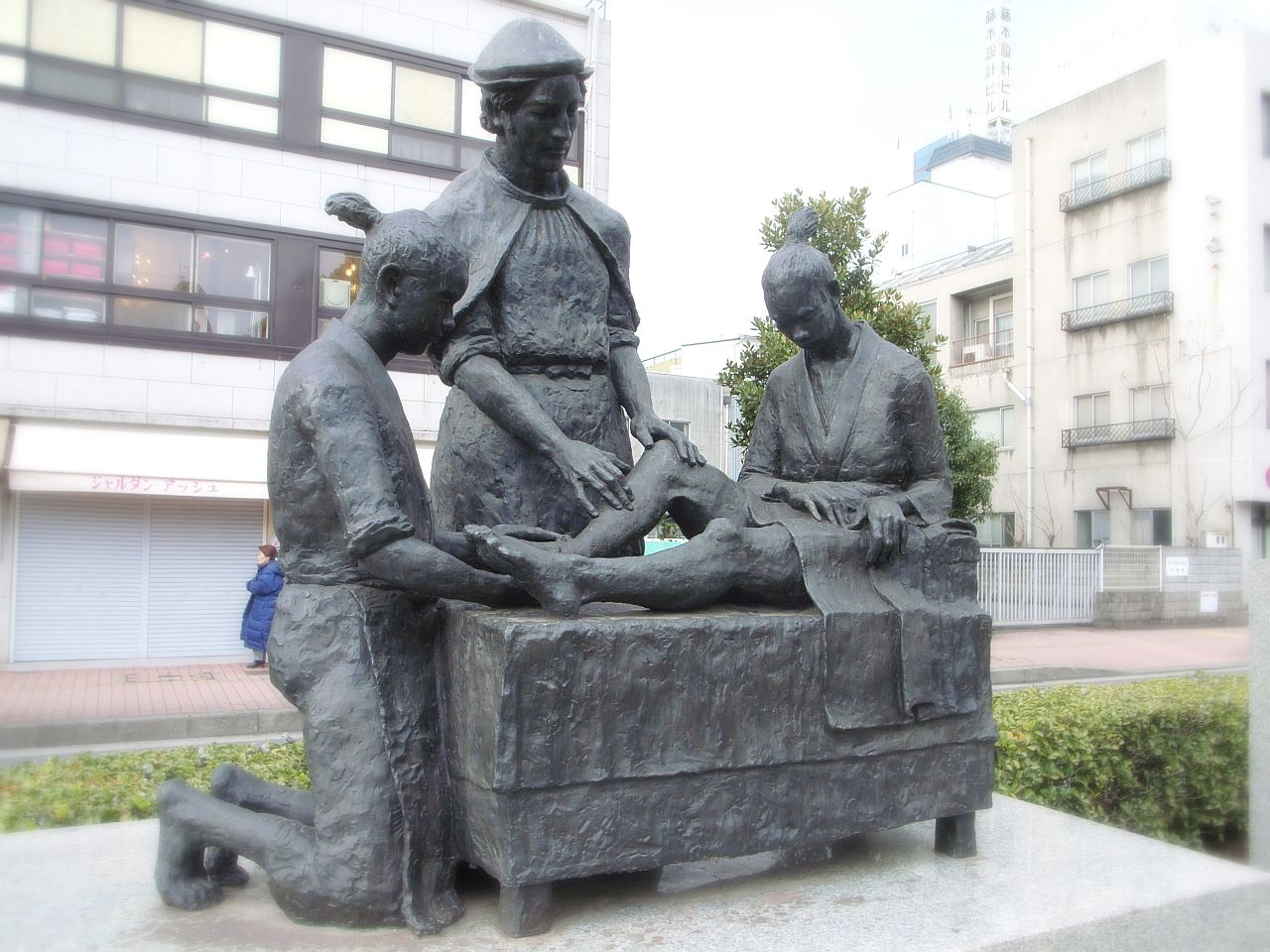
Bronzestatue vor dem Almeida-Krankenhaus (Almeida Memorial Hospital) in Oita

Luís de Almeida (* um 1525 in Lissabon; † Oktober 1597 in Kawachiura, Japan) war ein portugiesischer Chirurg, Kaufmann und danach Missionar der Gesellschaft Jesu in Japan.

## Leben
Luís de Almeida wurde um 1525 in Lissabon in einer Familie geboren, die vom Judentum zum Christentum konvertiert war. Nach einer zweijährigen Ausbildung am renommierten Hospital Real de Todos os Santos (königliches Allerheiligenhospital) erhielt er im März 1546 vom portugiesischen König die chirurgische Lizenz. Danach zog er nach Goa und von dort nach Macau und engagierte sich mit einigem Erfolg im innerasiatischen Handel. Diese Aktivitäten brachten ihn 1552 zum ersten Mal nach Japan, wo mit der Anlandung des Jesuiten Francisco de Xavier das Zeitalter direkter und anhaltender euro-japanischer Kontakte begonnen hatte. Das Land lockte auch portugiesische Kaufleute an, die hier eine große Nachfrage nach Rohseide, Seidenstoffen, Baumwollwaren, chinesischen Arzneimitteln und anderen Gütern vorfanden, welche Japan nicht in ausreichender Menge produzieren konnte. In Yamaguchi begegnete er dem Jesuitenpater Cosme de Torres, der nach Xaviers Abreise die Leitung der Mission innehatte, und war von dem Einsatz der christlichen Mission zutiefst bewegt.
1555, anlässlich seines zweiten Besuchs in Japan, trat er der Gesellschaft Jesu bei und suchte nun nach Möglichkeiten, seine akkumulierten finanziellen Mittel sinnvoll einzusetzen. Klerikern war nach dem Vierten Laterankonzil von 1215 die Ausübung chirurgischer Tätigkeiten, bei denen unvermeidlich Blut floss, verboten („ecclesia abhorret a sanguine“). Als nicht-ordinierter Laien-Bruder jedoch war de Almeida hiervon ausgenommen. Noch im Jahr seines Beitritts gründete er in Funai (heute Ōita) im Osten der Insel Kyushu ein Waisenhaus, denn durch die heftigen Hegemonialkämpfe der japanischen Regionalherrscher hatten viele Kinder ihre Eltern verloren.
1556 baute er mit der Erlaubnis des getauften Fürsten (Daimyō) Ōtomo Sōrin (大友 宗麟, „Dom Francisco de Bungo“) in Funai ein Krankenhaus. Auch diese Baukosten (ca. 5000 cruzados) wurden aus seinem Vermögen gedeckt. Soweit die nach Goa und Europa geschickten Briefe (port. cartas) das erkennen lassen, konnte dieses Krankenhaus etwa 100 Patienten aufnehmen. Die chirurgische Abteilung leitete de Almeida zunächst selbst, die innere Medizin lag in den Händen konvertierter japanischer Mönchsärzte, die dort chinesisch-japanische Therapien so erfolgreich applizierten, dass einige von ihnen namentlich gepriesen wurden. Zudem nahm man sich der Leprösen an, die starker gesellschaftlicher Diskriminierung ausgeliefert waren. Heute gilt das von de Almeida errichtete erste ‚westliche’ Krankenhaus Japans als historische Pioniertat. Doch seinerzeit hielt sich die Begeisterung innerhalb der Gesellschaft Jesu in Grenzen. Da das Krankenhaus eine gute Gelegenheit zur Missionierung („Medizin für den Körper, Gebete für die Seele“) bot, wurde es mehr oder minder toleriert, wenngleich man den Missionaren untersagte, sich dort ärztlich zu betätigen.
Auch de Almeida musste sich nach 1560 ein neues Arbeitsfeld erschließen. Das Jahr 1561 verbrachte er mit Missionsaktivitäten in Hakata (heute Teil der Stadt Fukuoka), Hirado und Kagoshima. 1562 erlangte er die Anlandungserlaubnis für portugiesische Schiffe in Yokoseura (heute eingemeindet in die Stadt Saikai). Im folgenden Jahr gründete er Kirchen in Shimabara und Kuchinotsu (heute Teil von Minamishimabara). 1564 verbrachte er im Kansai-Gebiet, 1567 in Nagasaki. Das von ihm aufgebaute Krankenhaus in Funai wurde 1587 durch Truppen aus Satsuma zerstört.
Nach langen Jahren unermüdlichen Einsatzes in der japanischen Mission wurde de Almeida 1580 in Macau zum Priester geweiht, doch starb er drei Jahre später in Kawachiura (heute Teil von Amakusa (Kumamoto)).